# 青岛发电厂
青岛发电厂，原称四方发电所、四方发电厂，是位于中国山东省青岛市市北区兴隆一路6号的一座发电厂，建于1934-1935年，后经历多次改建扩建。现由华电青岛发电有限公司持有、经营。

## 历史

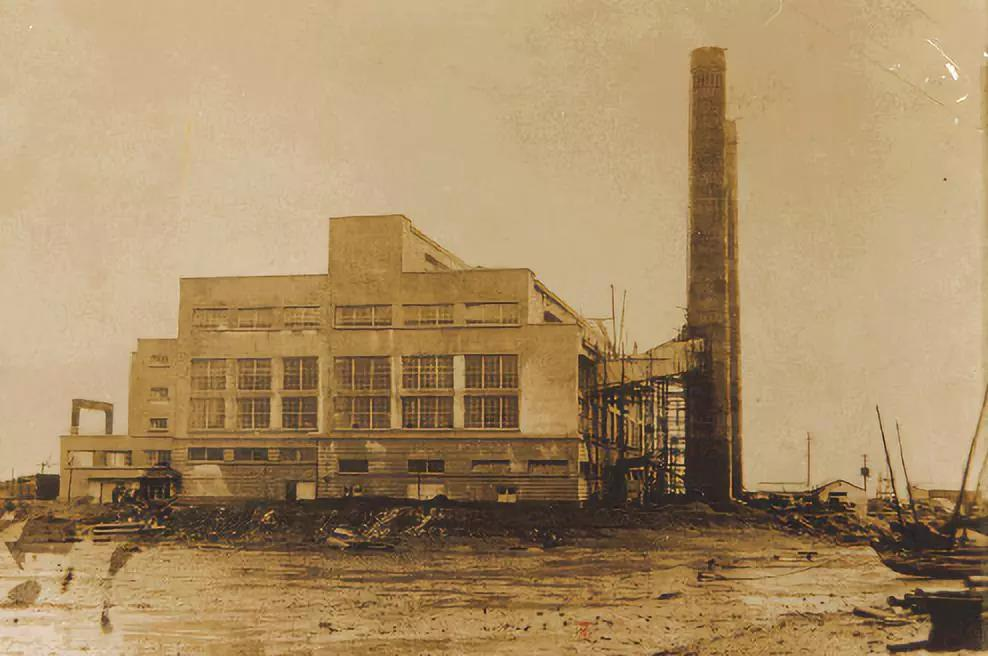
新建成的四方发电所全貌

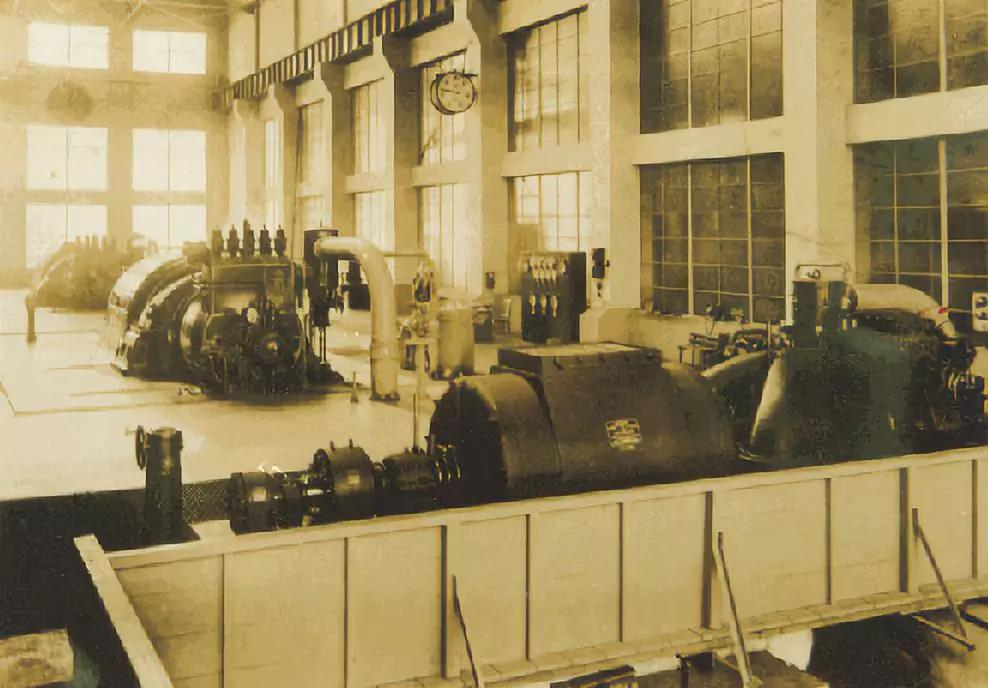
四方发电所内景

### 建厂初期
1934年，由于广州路青岛发电所不敷使用，胶澳电气公司决定新建一座发电厂，由日本人冈野三井勘定新址，在距市区7公里处的四方西北海岸填海建造新厂，同年11月动工。次年11月，一部日制石川岛15000千瓦汽轮机发电机组与三座42吨/小时锅炉（称为1、2、3号炉，后改称5、6、7号炉）安装竣工并投入试运行，12月1日正式投产发电。1936年12月又增装15000千瓦汽轮发电机一部（称为4号发电机）。1937年6月，青岛发电所内的一部英制汤姆森-休斯顿5000千瓦汽轮机发电机组被移装至四方发电所，此后四方发电所总发电量为35000千瓦。
1937年7月抗战爆发后，该厂日籍职员于9月全部撤走。青岛市政府机关于年末撤离青岛。因奉行焦土政策，发电厂的2、3、4号发电机组及配电盘控制室于12月30日被炸毁。1938年1月日军占领青岛后着手修复该厂，由芝浦派遣人员就地修理3号机，并将2号、4号机运往日本修理。同年5月1日修复3号机，1940年4月，2、4号机修复完工，6月开始发电并恢复35000千瓦出力。1945年8月日本投降后，青岛市政府接管四方发电所。同年12月改为经济部所属，称为“经济部接管青岛电厂发电所”。1946年11月11日改隶行政院资源委员会。

### 1949年至改革开放前

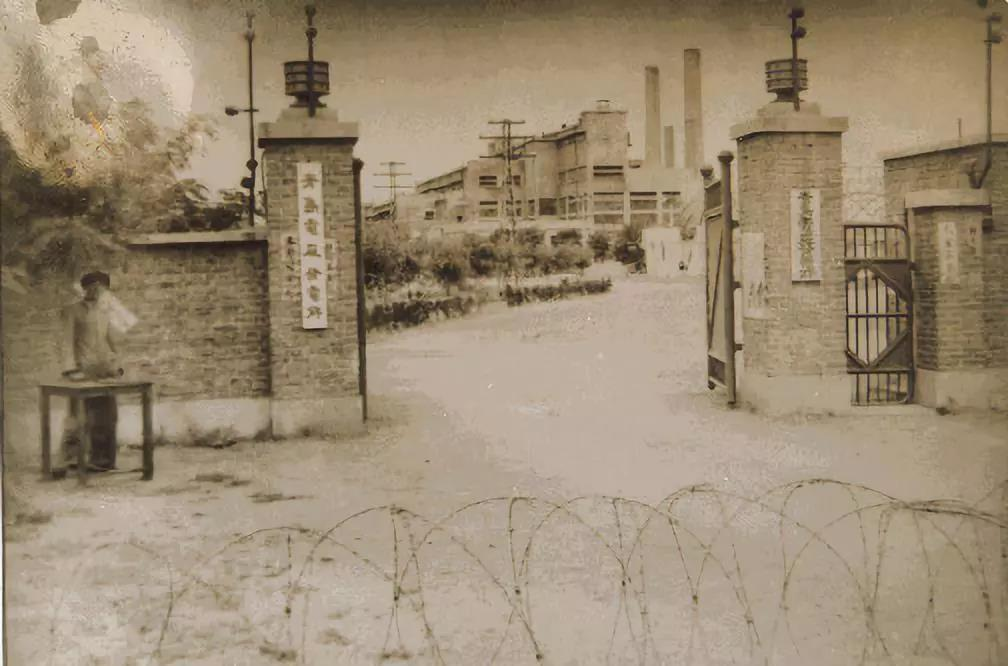
1949年的青岛发电厂正门

1949年6月2日，青岛解放，华东工矿部接管发电厂。1950年8月，四方发电所改称四方发电厂。1953年，该厂开始实施扩建。同年12月23日，燃料工业部批文将天生港电厂订货的捷克产42吨/时锅炉调给四方发电厂安装，厂编号为9号炉，1954年10月13日正式开工，次年5月竣工投产，但由于部分技术问题未解决，运行一直不正常，只能作紧急备用。二五计划开始后，燃料工业部于1955年批准扩建2台12000千瓦汽轮发电机组和3台75吨/时锅炉的初步设计，均为捷克设备，由捷克方面与华东电力设计院合作设计，设备编号为6、7号机，10、11、12号炉，1957年9月1日开工。1958年8月15日，6号机、10号炉在1957年下半年竣工的乙站主厂房（位于1935年建成的旧站房西侧）建成投产，9月10日7号机、11号炉建成投产，12月6日12号炉投产。1956年11月扩建上海汽轮机厂和上海电机厂生产的一台6000千瓦汽轮发电机，设备编号为5号机，由该厂自行施工，1957年11月建成投产。至1957年底，该厂总容量已增加至41000千瓦。

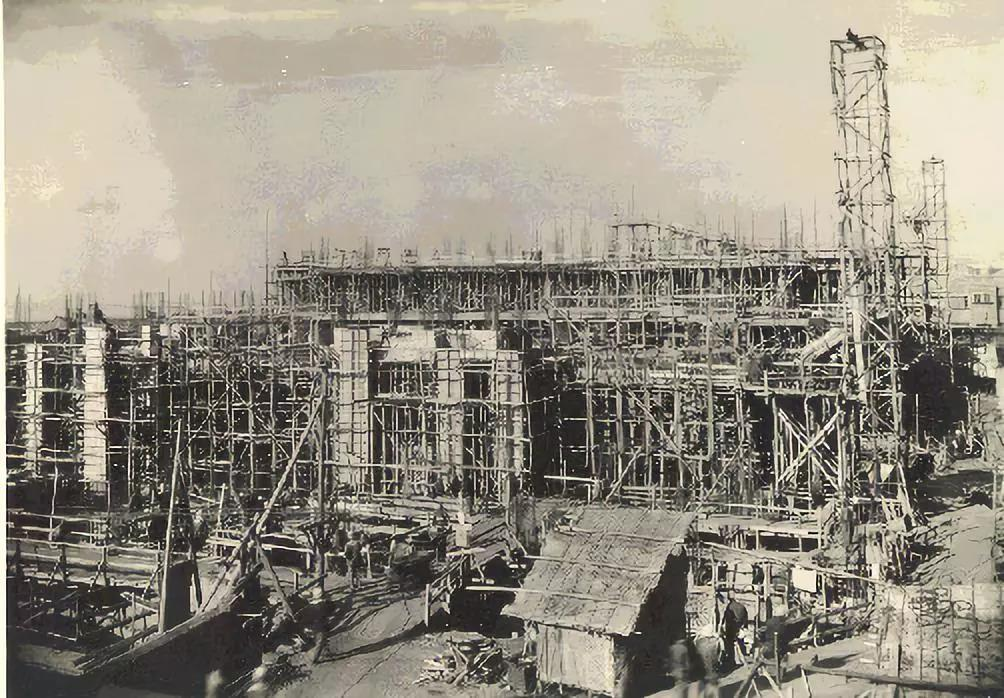
建设中的乙站主厂房

1957年9月，四方发电厂改称青岛发电厂。1958年，该厂自行成立基建工程处，并在青岛市人民政府等地方单位的支持下安装了由301兵工厂和青岛生建机械厂生产的6000千瓦汽轮发电机组，1959年1月27日简易投产，编号8号机。1958年6月16日，水电部批准扩建1台12000千瓦和3台25000千瓦机组。同年8月，青岛发电厂根据山东省电业局意见改为青岛第一发电厂。1959年8月29日，山东省电业局根据水电部通知，将1台上海汽轮机厂和上海电机厂制造12000千瓦汽轮发电机组分配给该厂，编号9号机，由山东省电力设计院设计，该厂自行安装，同年8月开工，12月28日简易投产。
1959年12月4日，山东省基本建设委员会函告山东省电力局，批准青岛第一发电厂二期扩建工程，并由水电部批准在案，由电厂工程处、山东省电力建设一处、二处共同施工，汽轮机为哈尔滨锅炉厂制造的120吨/时锅炉，初步设计为三机三炉，12月开工。其中10号机与13号炉于1960年12月24日（一说10月24日）在丙站（甲、乙站东侧）简易投产。汽轮机发电机 （11号机）于该年年底简易安装完毕（仅装了汽轮机和发电机），试车达3000转/分后因缺乏辅助设备即停止运行，连同14号炉、海水泵房及新煤厂等于1961年1月其列为停缓工程。11号机、14号炉工程至1965年才重新上马，于同年12月26日投产发电。至此，该厂已形成一座具有10机10炉，每小时能产蒸汽量667吨，对外输送133000千瓦负荷的中型发电厂。
1966年“文革”开始后，该厂工作受到冲击。1966年10月，青岛第一发电厂重组为青岛发电厂。1967年1月21日，该厂被造反派夺权。1969年12月，海军北海舰队组成军管会对该厂实行军管。同年，水电部军管会批准该厂1965年5月提出的扩建25000千瓦机组的报告，由北京重型电机厂制造，厂编号12号机，于1970年12月26日投入运行。该厂的设备容量因此达到建厂以来的高峰阶段。

### 改革开放后

青岛发电厂兴隆一路6号正门，2018年8月

1976年“文革”结束及1978年十一届三中全会后，因山东省电网内新建一批骨干电厂，青岛发电厂内部分低效率机组逐渐淘汰、拆除。该厂因设备老化且处于系统末端，属于山东电网的调频厂。五五计划及六五计划期间，2、3号机及5、6、7、8号炉报废拆除，4、8号机改为调相机。1986年后，该厂实施整顿并提高管理水平。该厂1981至1990年间的发电容量为117000万千瓦。
1991年至1992年，国家计委及能源部先后批准青岛发电厂一期2×300MW扩建工程，后于1993年10月经国务院批准，国家计委和国家能源投资公司将其正式列入国家新开工大中型项目。1993年7月1日，青岛发电厂两台300MW机组扩建工程开工奠基，时任中共青岛市委书记俞正声与山东省电力局局长徐福田共同为工程奠基。1994年3月1日正式开工。扩建工程在旧厂区西侧海域滩涂吹填沙173万立方米，造地750万亩，规划容量为4×300MW机组，分二期建设。一期2×300MW扩建工程由华东电力设计院勘测、设计，山东省电力建设二公司负责主体施工和安装，山东电力调试所负责总体调试，设备主机组使用上海三大动力厂的国产引进型300MW燃煤汽轮发电机组。两台机组分别于于1996年6月22日、1997年5月1日正式移交生产。该厂因此一跃成为山东省大型火力发电厂之一。1998至1999年，该厂曾实施供热改造工程，作为2×300MW机组的配套工程，并为周边四方区、台东区供热。2000至2001年扩大对外供热能力。
2003年1月，青岛发电厂划归中国华电集团公司，成为其下属控股企业。2006年，该厂二期2×300MW热电联产工程竣工，2007年5月通过安全验收。2007年后半年始，该厂逐渐淘汰并拆除小火电机组，为三期热电联产工程做准备，期间于2007至2009年间拆除甲站（1935年建）、乙站（1957年建），2009至2010年间拆除丙站（1960年建）。2015年9月15日，该厂脱硫系统吸收塔失火，四号烟囱冒黑烟，据报道为工人焊接操作不慎所致，无人伤亡。